# Drusus biguttatus
Drusus biguttatus là một loài Trichoptera trong họ Limnephilidae. Chúng phân bố ở miền Cổ bắc.